# Banji
 Banji  ist eine Gattung theropoder Dinosaurier aus der Gruppe der Oviraptorosauria aus der Oberkreide Chinas. Die Gattung ist durch einen einzigen, nahezu vollständigen Schädel bekannt, der wahrscheinlich aus der Nanxiong-Formation in der chinesischen Provinz Jiangxi stammt, wobei der genaue Fundort nicht bekannt ist. 
Banji wies wie andere Oviraptoriden einen tiefen, zahnlosen Kiefer auf, der zu einem Schnabel geformt war. Im Unterschied zu verwandten Gattungen zeigte der knöcherne Schädelkamm ein stufenartiges Ende. Vermutlich handelte es sich um einen Pflanzen- oder Allesfresser. 
Innerhalb der Oviraptorosauria wird Banji zu den Oviraptoridae gezählt. Die einzige wissenschaftlich beschriebene Art ist Banji long.

## Merkmale
Der gefundene Schädel ist mit 6,5 cm Länge klein. Da einige Schädelknochen noch nicht verschmolzen waren, wird davon ausgegangen, dass es sich um ein Jungtier handelte.
Banji zeigte den für Oviraptoriden typischen kurzen und tiefen Schädel, mit weit oben gelegenen Nasenöffnungen (nar), einer kleinen Antorbitalgrube (die Schädelsenke vor den Augen (afe)), einem großen Infratemporalfenster (einem Schädelfenster hinter den Augen (itf)) und einen großen, knöchernen Schädelkamm. Im Unterschied zu anderen Oviraptoriden wird der Schädelkamm hauptsächlich durch das Zwischenkieferbein (Prämaxillare (pm)) gebildet und endet über den Augenhöhlen in einer Stufe. Der Kamm zeigt auf jeder Seite je zwei längliche Gruben (gpn) sowie zahlreiche Riefungen. Die Nasenöffnungen waren extrem verlängert und folgten der Krümmung des Kamms bis in die Nähe der Augenhöhlen (or). Weitere einzigartige Merkmale (Autapomorphien) stellen eine tiefe Senke am Flügelbein (Pterygoid), verschiedene längliche Gruben am Dentale (ein Unterkieferknochen (d)), sowie tuberkelartige Strukturen (saf + ts) am Surangulare dar.

## Systematik
Verschiedene primitive Merkmale des Gaumens und der Kieferknochen zeigen, dass Banji innerhalb der Oviraptoridae eine basale Stellung einnahm. Einige dieser basalen Merkmale könnten dabei ontogenetischer Natur, also dadurch bedingt sein, dass es sich bei dem gefundenen Individuum um ein Jungtier handelt. Die Individualentwicklung von Oviraptoriden ist derzeit jedoch nur unzureichend bekannt. Eine Analyse der Beschreiber, welche sämtliche, auch potentiell ontogenetisch bedingte Merkmale mit einbezieht, ergab, dass Banji nach Gigantoraptor der basalste Vertreter der Oviraptoridae war.

## Fund und Namensgebung
Banji wurde 2010 wissenschaftlich erstbeschrieben. Die Forscher erwarben den Schädel von einem Amateur-Fossiliensammler, welcher als Fundort den Hongcheng Basin nahe Ganzhou in der chinesischen Provinz Jiangxi angab, jedoch keine genaueren Angaben zum Fundort machte. Wahrscheinlich stammt der Schädel jedoch aus der Nanxiong-Formation und ist damit etwa 65 Millionen Jahre alt (Maastrichtium). Der Schädel (Holotyp, Exemplarnummer IVPP V 16896) ist nahezu komplett erhalten, inklusive Kieferknochen, und wird heute im Institut für Wirbeltierpaläontologie und Paläoanthropologie der Chinesischen Akademie der Wissenschaften in Peking aufbewahrt. Ein ebenfalls aus dem Hongcheng Basin stammendes embryonales Skelett eines Oviraptoriden (Cheng et al., 2008) könnte ebenfalls zu Banji gehören – da bei diesem Fund jedoch keine Schädelknochen erhalten sind, können lediglich weitere Funde Klarheit bringen.
Der Name Banji bedeutet so viel wie „gestreifter Kamm“ (chinesisch ban –„Streifen“, ji – „Kamm“) und weist auf die Riefungen des Schädelkamms dieser Gattung hin. Der Artname long kommt ebenfalls aus dem Chinesischen und bedeutet „Drache“.